# Carrascalejo
Carrascalejo – gmina w Hiszpanii, w prowincji Cáceres, w Estramadurze, o powierzchni 48,48 km². W 2011 roku gmina liczyła 311 mieszkańców.